# Absolute Power (album)
 (janvier 2017).
Si vous disposez d'ouvrages ou d'articles de référence ou si vous connaissez des sites web de qualité traitant du thème abordé ici, merci de compléter l'article en donnant les références utiles à sa vérifiabilité et en les liant à la section « Notes et références ».
Albums de Pro-Pain
No End in Sight
(2008) Straight to the Dome
(2012)
Absolute Power est le douzième album studio du groupe metalcore, groove metal américain Pro-Pain sorti en 2010.

## Liste des titres
| 1.    | Unrestrained             | 3:47 |
| 2.    | Destroy The Enemy        | 4:47 |
| 3.    | Stand My Ground          | 3:39 |
| 4.    | Road To Nowhere          | 4:43 |
| 5.    | AWOL                     | 2:49 |
| 6.    | Hell On Earth            | 4:57 |
| 7.    | Divided We Stand         | 1:49 |
| 8.    | Gone Rogue (I Apologize) | 4:45 |
| 9.    | Rise Of The Antichrist   | 3:20 |
| 10.   | Hate Coalition           | 2:38 |
| 37:13 |                          |      |

## Membres du groupe
- Gary Meskil : guitare basse, chant
- Tom Klimchuck : guitare lead, guitare rythmique
- Marshall Stephens : guitare rythmique
- Rick Halverson : batterie